# Winterhoutzwam
De winterhoutzwam (Lentinus brumalis) is een winterpaddenstoel uit de familie Polyporaceae die van november tot april kan worden aangetroffen op dode takken en stronken van loofbomen.
De scherp gerande en wat ingekerfde hoed van deze eenjarige vlak trechtervormige gesteelde gaatjeszwam is oker- tot donkerbruin. Het oppervlak is mat tot fijn viltig. De poriën zijn met het blote oog goed te zien en lopen iets af langs de viltige of iets geschubde centraal staande steel die okerbruin gekleurd is.

## Verspreiding
De winterhoutzwam komt voor in Europa en Noord-Amerika.

## Consumptie
De winterhoutzwam is eetbaar, maar wordt vrijwel niet gebruikt in de keuken vanwege zijn taaie, leerachtige vruchtvlees.

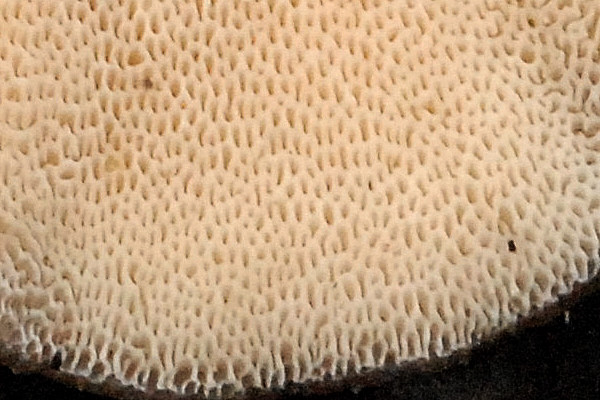
Onderzijde